# David Bennent
David Bennent (Losanna, 9 settembre 1966) è un attore svizzero.

## Biografia
I suoi genitori sono l'attore Heinz Bennent e la ballerina Diane Mansart, ed è fratello dell'attrice Anne Bennent

## Filmografia parziale
- Il tamburo di latta (Die Blechtrommel), regia di Volker Schlöndorff (1979)
- Canicola (Canicule), regia di Yves Boisset (1983)
- Legend, regia di Ridley Scott (1985)
- Ulzhan, regia di Volker Schlöndorff (2007)
- Michael Kohlhaas, regia di Arnaud des Pallières (2013)
- Nebbia in agosto (Nebel im August), regia di Kai Wessel (2016)
- Die Theorie von Allem, regia di Timm Kröger (2023)